# Государственный контроль (Эстония)
Государственный контроль Эстонии (эст. Eesti Riigikontroll) — орган государственного финансового контроля, является независимым учреждением Эстонской Республики, действующим в интересах и на средства налогоплательщиков, задача которого заключается в изучении того, как государство и местные самоуправления тратят деньги налогоплательщиков и что они за это им предлагают.
Государственный контроль был создан в 1918 г. — в том же году, когда была провозглашена Эстонская Республика. В 1940 г. деятельность Государственного контроля прервалась из-за становления Советской власти на территории страны. В 1990 г. деятельность Государственного контроля была возобновлена. В Государственном контроле работает около 90 человек, из которых 3/4 прямо связаны с аудитами, а 1/4 выполняет функции поддержки, занимается обеспечением работы государственного контролера и общим делопроизводством.
Государственный контроль является конституционным учреждением: его существование и сущность зафиксированы в Конституции Эстонской Республики, которая была принята в ходе референдума летом 1992 года. В соответствии с ней, Государственный контроль в сфере своей деятельности является независимым государственным органом, осуществляющим контроль за хозяйственной деятельностью.

## Основные задачи
Государственный контроль является аудитором государства, проверяющим результативность (экономность, эффективность и действенность) и правомерность использования денежных средств публичного сектора. Государственный контроль интересует не только формальное соответствие законам, но и в не меньшей степени то, является ли деятельность правительства достаточной для обеспечения целевого и целесообразного использования денег, а также то, дают ли отчеты адекватное представление о расходах и результативности.
При помощи рекомендаций Государственного контроля парламент (Рийгикогу) и правительство Эстонии могут улучшать функционирование государства и более ответственно использовать деньги налогоплательщиков. Государственный контроль также имеет право делать правительству, министрам и местным самоуправлениям предложения по разработке правовых актов и внесению в них изменений и дополнений.
Независимость Государственного контроля защищена Конституцией и Законом о Государственном контроле. Никто не может давать Государственному контролю обязательные к исполнению аудиторские задания. Государственный контроль сам принимает решение о том, кого, когда и как он будет проверять. Деятельность Государственного контроля ежегодно проверяет назначенный парламентом аудитор.

## Государственный контролёр
Руководит Государственным контролем государственный контролер, назначаемый на должность Рийгикогу по представлению Президента Республики. Срок полномочий государственного контролера составляет 5 лет. Полномочия государственного контролера по руководству Государственным контролем сравнимы с полномочиями министра, руководящего министерством. Срок пребывания в должности государственного контролера не ограничен одним периодом.
Каждый депутат парламента может задавать государственному контролеру вопросы, входящие в его сферу интересов или относящиеся к рассматриваемым в парламенте темам, которые касаются сферы деятельности Государственного контроля.
Пост государственного контролера Эстонии с 2013 года занимает Алар Карис. До того госконтролёрами были четыре человека в 1919—1940 гг. и три в 1990—2013 гг.

## Структура
В Государственном контроле есть три отдела, занимающихся основной деятельностью: отдел финансового аудита, отдел аудита эффективности и отдел аудита местного самоуправления. В дополнение к отделам аудита, в Государственном контроле есть службы, которые оказывают поддержку как отделам аудита, так и государственному контролеру при выполнении их задач. Деятельность служб объединяет в единое целое директор Государственного контроля.